# Drapetis variata
Drapetis variata är en tvåvingeart som beskrevs av Axel Leonard Melander 1918. Drapetis variata ingår i släktet Drapetis och familjen puckeldansflugor. Inga underarter finns listade i Catalogue of Life.